# Кондрашов Олексій Симонович
Професор Олексі́й Си́монович Кондрашо́в (11 квітня 1957, Москва, РРФСР, СРСР) — спеціаліст у галузі еволюційної біології, який спеціалізується на вивченні закономірностей мутаційного процесу, професор університету Мічигану в Енн-Арбор, переможець першого конкурсу мегагрантів 2010 р., творець та керівник лабораторії еволюційної геноміки факультету біоінженерії й біоінформатики МДУ імені М. В. Ломоносова.

## Життєпис
Батько Олексія Кондрашова — російський біофізик, історик науки — Симон Елійович Шноль. У 1960-х роках родина переїхала до наукового міста Пущино, де Олексій вчився спочатку в середній школі № 1 (1966—1970), а потім у Пущинській експериментальній середній школі № 2 (1970—1973). У 1971 році отримав першу премію на Шкільній біологічній олімпіаді (МДУ) серед восьмикласників, а в 1973 році — першу премію тієї ж олімпіади, але серед десятикласників. Її він розділив разом з Євгеном Куніним.
З 1973 до 1978 року навчався на кафедрі генетики біологічного факультету МДУ. У 1984-му захистив дисертацію кандидата біологічних наук.

## Наукова діяльність
В науковій спільноті відомий як автор так званої гіпотези Кондрашова або детермінованої гіпотези мутацій. Вона пояснює переваги статевого розмноження можливістю позбавлення від шкідливих мутацій шляхом компенсації неушкодженою копією того ж гена, отриманою від другого з батьків. Крім того, Кондрашов відомий працями з проблем молекулярної біології, зокрема еволюції білків, займається дослідженням спонтанних мутацій у популяціях дрозофіли, виступає з науково-популярними статтями й лекціями.